# Kuliki (rejon oczorski)
Kuliki (ros. Кулики) – wieś (sieło) w Rosji, w Kraju Permskim, w rejonie oczorskim. W 2010 liczyła 266 mieszkańców.